# 탁류 (영화)
"탁류"는 1954년 공개된 대한민국의 영화이다.

## 배역
- 이집길
- 김신재
- 이희숙
- 김종석
- 최무룡